# Doença de declaração obrigatória
Doença de declaração obrigatória é uma designação utilizada nos serviços nacionais de saúde de Portugal para anotar uma doença que deve ser comunicada dentro de um período de 48 horas à autoridade de saúde concelhia, perante um caso suspeito ou confirmado de doença, que poderá de alguma forma colocar em risco de saúde um indivíduo de relações próximas ao paciente ou, um grupo de indivíduos, no contexto circunstancial do infetado.

## Lista das Doenças de Declaração Obrigatória em Portugal
De seguida encontram-se as principais e mais importantes doenças de Declaração Obrigatória em Portugal. Não obstante, a lista é expansível conforme o aparecimento de novos vírus contagiosos, suficientemente perigosos para a sociedade civil.
- VIH (HIV) ou SIDA (AIDS)[3][4]
- Cólera
- Febre tifoide
- Febre paratifoide
- Outras salmoneloses
- Shigelose
- Botulismo
- Tuberculose respiratória
- Tuberculose do sistema nervoso
- Tuberculose miliar
- Peste
- Carbúnculo
- Brucelose
- Leptospirose
- Doença de Hansen
- Tétano neonatal
- Tétano
- Difteria
- Tosse convulsa
- Meningite meningocócica
- Outras infecções meningocócicas
- Meningite por Haemopillus influenzae
- Outras infecções por Haemopillus influenzae
- Doença dos legionários
- Sífilis (congénita ou adquirida)
- Infecções gonocócicas
- Doença de Lyme
- Febre escaro-nodular
- Febre Q
- Poliomielite aguda
- Doença de Creutzfeldt Jakob
- Raiva
- Febre-amarela
- Sarampo
- Rubéola
- Rubéola congénita
- Hepatite aguda A
- Hepatite aguda B
- Hepatite aguda C
- Outras hepatites virais agudas
- Hepatite viral não especificada
- Parotidite epidémica
- Malária
- Leishmaníase visceral
- Equinococose
- Triquiníase

## Finalidade
Permitem dimensionar problemas de saúde na população, no que diz respeito às doenças-alvo que englobam, permitindo a construção de medidas de frequência (incluindo a identificação de surtos epidémicos e áreas endémicas).
Permitem ainda dar conhecimento ao médico de saúde pública de um caso de determinada doença, de modo a ele poder proceder a um inquérito epidemiológico, com o fim de descobrir a origem da doença e eventualmente tomar medidas que impeçam o aparecimento de novos casos e a reinfecção, diminuindo a taxa de morbilidade e indirectamente o absentismo escolar e absentismo laboral.
Pode ainda ser um indicador indirecto dos resultados de medidas preventivas levadas a cabo (por exemplo, vacinação e notificação de doenças alvo do Programa Nacional de Vacinação em crianças) e orientar a acção profiláctica na respectiva área.